# Teta drogerie
Teta drogerie je řetězec vlastních a franšízových obchodů s drogistickým zbožím. 

## Charakteristika řetězce
Majitelem je česká firma PK Solvent. Od roku 2013 prošel řetězec rebrandingem.
Nabízí dekorativní kosmetiku, někdy zdravou výživu, zboží pro miminka, tisk fotografií, domácí potřeby apod., některé prodejny jsou spojeny s lékárnou. Její věrnostní program se jmenuje Teta Klub.
V České republice k srpnu 2015 bylo 761 prodejen Teta.